# El Cazadero, Querétaro Arteaga
El Cazadero är en ort i Mexiko.   Den ligger i kommunen San Juan del Río och delstaten Querétaro Arteaga, i den sydöstra delen av landet, 120 km nordväst om huvudstaden Mexico City. El Cazadero ligger 2 257 meter över havet och antalet invånare är 3 401.
Terrängen runt El Cazadero är platt åt sydost, men åt nordväst är den kuperad. Runt El Cazadero är det ganska tätbefolkat, med 86 invånare per kvadratkilometer. Närmaste större samhälle är San Juan del Río, 16,1 km nordväst om El Cazadero. Trakten runt El Cazadero består till största delen av jordbruksmark.